# Função inversa da função distribuição acumulada da distribuição normal

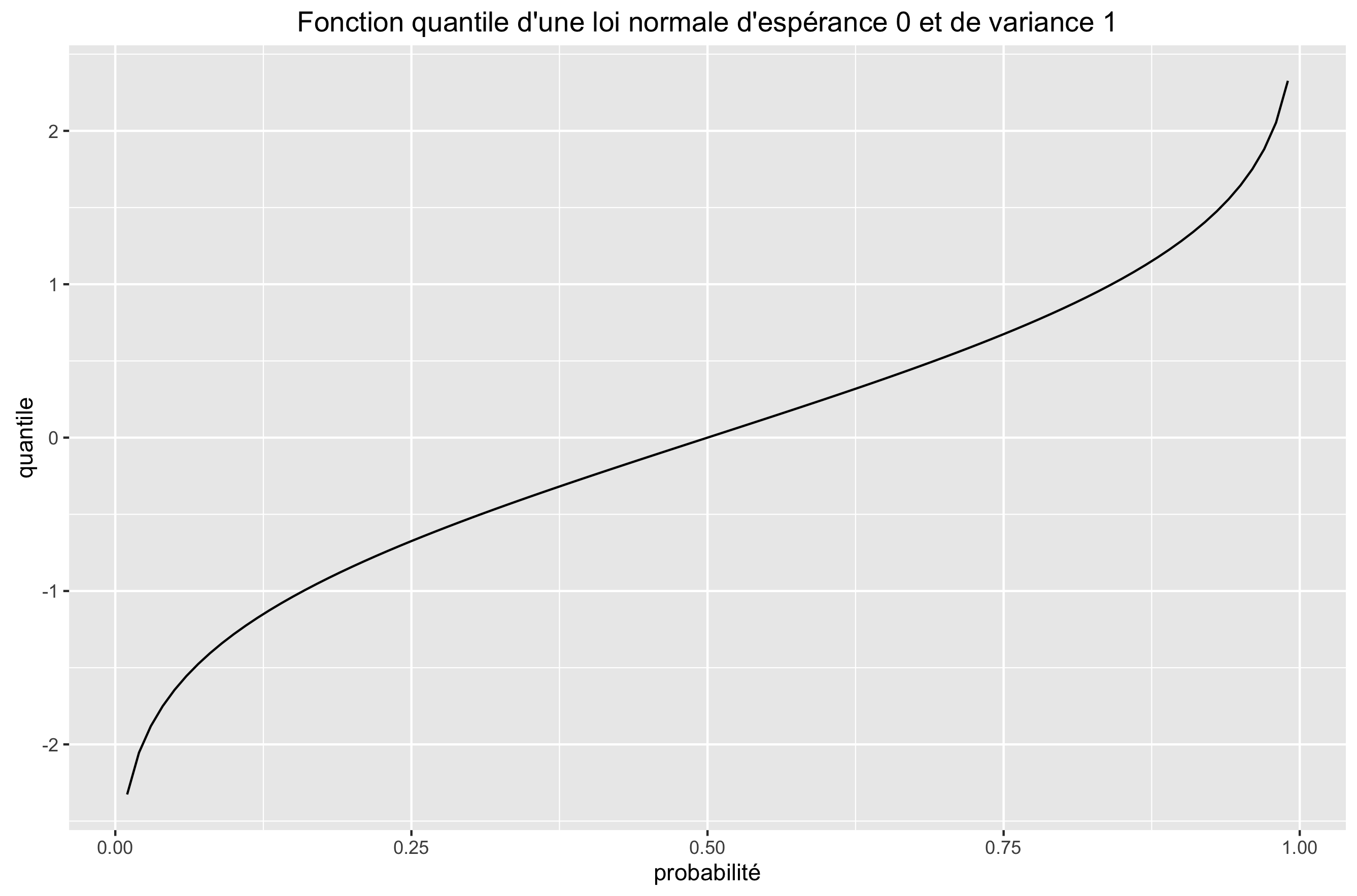
Função inversa da função distribuição acumulada da distribuição normal

Em probabilidade e estatística, muitas vezes é preciso inverter a função distribuição acumulada da distribuição normal.
Esta função não pode ser expressa através de funções elementares.

## Nomes e programação
- Alguns textos chamam esta função de probit.
- No Microsoft Excel em português, esta função é chamada de INV.NORMP. Em versões antigas do Excel, esta função foi implementada com bug, e, para valores pequenos de x, INV.NORMP(x) retornava 1/x.
- Em R (linguagem de programação), esta função é chamada de qnorm.[1]